# Biscuit

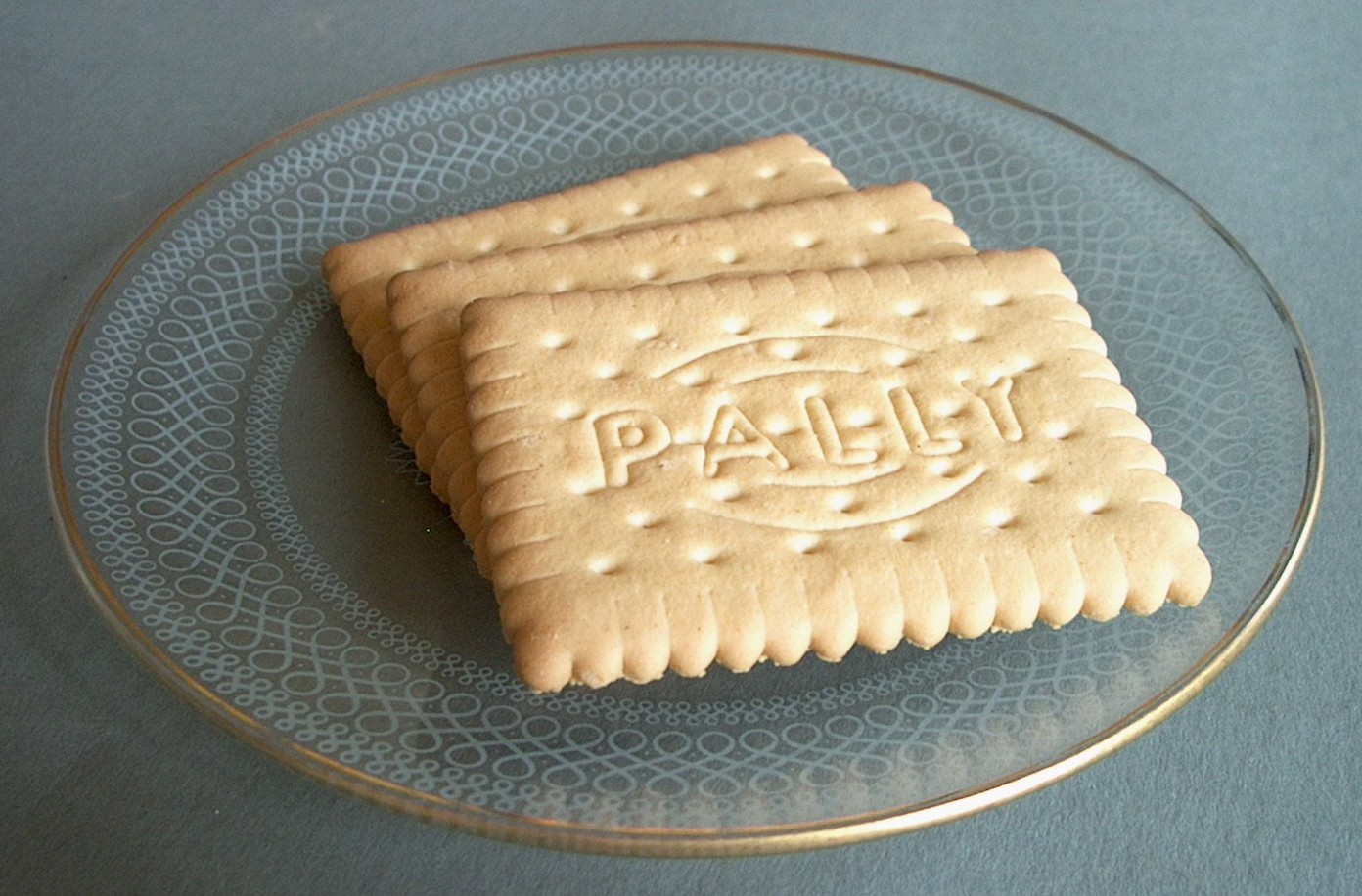
Biscuiţi populari

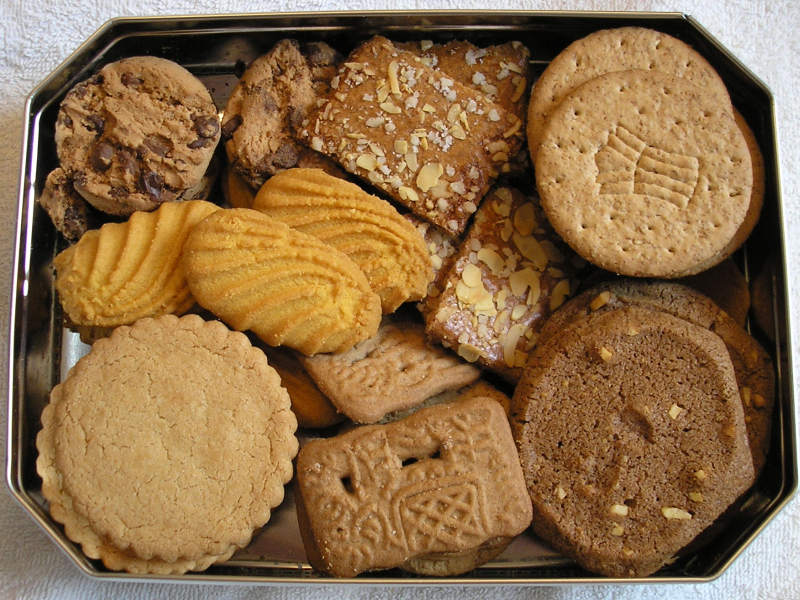
Diferite tipuri de biscuiţi

Biscuitul este un produs alimentar obținut dintr-un aluat dens, afânat pe cale chimică și prezentat sub diferite forme, mai ales plate.
Denumirea biscuiților provine din cuvântul latin „bis” - „de două ori” și din franțuzescul „cuit” - „copt”.
Biscuiții simplii sunt preparați din făină de grâu, margarină și zahăr, iar biscuiții superiori mai conțin, după rețetă, unt, miere, cacao, creme, esențe etc.